# العواطف في صنع القرارات

توضح كيف تؤثر العواطف على اتخاذ القرار

تفترض إحدى طرق التفكير أن العملية العقلية لاتخاذ القرار متسمة (أو يجب اتسامها) بالعقلانية: عملية رسمية معتمدة على زيادة المنفعة بالشكل الأمثل. لا يسمح التفكير العقلاني واتخاذ القرار بترك مجال كبير للمشاعر. في الواقع، تُعتبر المشاعر في غالبية الأحيان أحداثًا غير عقلانية مشوهة للتفكير.
مع ذلك، ظهر في الآونة الأخيرة عدد من النظريات والأبحاث التي شملت كلًا من اتخاذ القرار العقلاني واتخاذ القرار الشعوري، وركزت على الدور الهام للمشاعر في اتخاذ القرار إلى جانب العملية العقلية والمنطق وراء هذا الدور الهام في اتخاذ القرار العقلاني.
يقسم لوينشتاين وليرنر المشاعر إلى نوعين خلال اتخاذ القرار: تلك المتوقعة للمشاعر المستقبلية وتلك المختبرة بشكل فوري أثناء التشاور واتخاذ القرار. صاغ داماسيو فرضية الدلالة الجسمية (إس إم إتش)، التي تقترح آلية قادرة على استخدام العمليات الشعورية في توجيه السلوك أو تحييزه، وخاصة اتخاذ القرار. يعتقد كل من فيستر وبوم أنه «يجب على قضية العقلانية الاستناد إلى شرعية التقييمات الشعورية عوضًا عن الترابط المنطقي الرسمي».

## المشاعر الإيجابية والسلبية
أجرى إيسن وباتريك بحثًا عرضا فيه نظرية «المحافظة على المزاج» التي تنص على ابتعاد صنّاع القرار السعداء عن المقامرة. بعبارة أخرى، يتخذ الأشخاص السعداء قرارًا بعدم المشاركة في المقامرة، نتيجة عدم رغبتهم في التأثير على شعور السعادة أو تقويضه.
في المقابل، درس كل من راغوناثان وتوان فام (1999) تأثير المشاعر السلبية أثناء اتخاذ القرار. شملت الدراسة إجراء ثلاث تجارب في قرارات المقامرة وقرارات اختيار الوظائف، إذ أشارا إلى إظهار المشاركين غير السعداء ميلًا أكبر نحو الخيارات عالية المخاطر / عالية المكافأة بينما فضّل المشاركون القلقون الخيارات قليلة المخاطر / قليلة المكافأة. أفادا أيضًا بأن «القلق والحزن قادران على إيصال نوعين مختلفين من المعلومات إلى صانع القرار بالإضافة إلى اختلاف الأهداف الرئيسية لكل منهما». ثبت أن «القلق من شأنه إثارة هدف ضمني لتقليل حالة عدم اليقين، بينما يثير الحزن بدوره هدفًا ضمنيًا للاستعاضة بالمكافأة». لا يمكن بالتالي تصنيف هذه المشاعر على أنها إيجابية أو سلبية نتيجة وجود حاجة إلى النظر في عواقب هذه المشاعر في عملية اتخاذ القرار النهائية.

## التأثير
جرت أبحاث عديدة حول التأثيرات المتعددة للشعور على صناعة القرار. تشير الدراسات إلى مدى تعقيد هذه التأثيرات واتساعها. تمثل الأمثلة المذكورة أدناه بعض نتائج هذه التأثيرات:
- كان صنّاع القرار، ممن أُثيرت لديهم المشاعر السلبية بعد عرض المخاوف المتعلقة بالسلامة عليهم لينظروا فيها أثناء اتخاذ القرار بشأن شراء سيارة ما، أكثر ميلًا نحو «اختيار عدم الاختيار»، أو البقاء مع وضعهم الراهن.[6]
- أظهر المشاركون في الدراسة ممن اختبروا «غضب الإحباط» ميلًا أكبر نحو اختيار الخيار عالي المخاطر عالي المكافأة في اليانصيب – صنف الباحثون هذا الخيار على أنه «انهزامي».[7]
- «يطلق الأشخاص الخائفون أحكامًا تشاؤمية على الأحداث المستقبلية، بينما يطلق الأشخاص الغاضبون بدورهم أحكامًا تفاؤلية».[8]
- أظهر المشاركون في الدراسة، ممن أُثير شعور الحزن لديهم، ميلًا نحو تحديد سعر المبيع الأرخص لعنصر ما عندما طُلب منهم بيعه؛ يشير الباحثون إلى قدرة بيع هذا العنصر على إحداث تغيير في ظروف هؤلاء المشاركين ما من شأنه بالتالي إحداث تغيير إيجابي على مزاجهم.[9]
- طُلب من المشاركين الذين يمتلكون «معالجة شعورية طبيعية» المشاركة في مهمة رسم بطاقات. عند رسمهم البطاقات التابعة لمجموعة «الزخارف الخطرة» واختبارهم بالتالي المشاعر السلبية المترتبة، أظهروا بعد ذلك ميلًا لاتخاذ القرارات الأكثر أمنًا وعائدًا. في المقابل، لم يظهر المشاركون غير القادرين على اختبار هذه الاستجابات الشعورية، نتيجة إصابتهم بتلف في الدماغ، أي تغيير في سلوكهم.[10]

## تصنيف لوينشتاين - ليرنر

### المشاعر المتوقعة
يقسما لوينشتاين وليرنر العواطف أثناء اتخاذ القرارات إلى نوعين: تلك التي تستبق المستقبل المشاعر وتلك التي يتم تجربتها على الفور في حين النقاش واتخاذ قرار. العواطف المتوقعة (أو المحتملة) لا يتم تجربتها مباشرة، ولكن هي توقعات لتجربة  كيف سيشعر الشخص عند المكاسب والخسائر المرتبطة بهذا القرار. ركزت قدراً كبيراً من البحوث على سلسلة المخاطر/العائدات الطيف التي يتم اعتبارها في معظم القرارات. على سبيل المثال، يمكن أن يتوقع الطلاب الأسف عندما يقررون أي فئة من الأقسام قد تكون أفضل للتسجيل، أو قد يتوقعوا مشاعر السرور التي سيشعروا بها إذا فقدوا الوزن عند مشاركتهم في خطة فقدان الوزن، مقابل المشاعر السلبية  التي قد تولد من الجهود الغير ناجحة.
وبصفة عامة، فإن التأمل في الخسائر أو المكاسب المتراكمة هو الذي يولد المشاعر المتوقعة لدى متخذي القرار، في مقابل حالتهم العامة. هذا يعني أن المستثمر الذي يتصور فقدان كمية صغيرة من المال سوف يركز عموماً على خيبة الأمل من فقد الاستثمار بدلاً من المتعة بالمبلغ الإجمالي الذي لا يزال يملكه. وبالمثل، فإن الذين يقومون بالحمية ويتوقعون فقدان اثنين رطل قد يتصوروا الشعور بالسرور على الرغم من أن هذان الرطلان هما نسبة صغيرة جدأ من ما يجب أن يفقدونه بشكل عام.
أيضا، يميل صانعو القرار إلى مقارنة نتيجة محتملة للقرار ضد ما كان يمكن أن يحدث، وليس إلى حالتهم الراهنة: على سبيل المثال، المشاركين في اللعبة الذين كان يمكن أن يفوزوا ب1000$ ولكنهم لم يحصلوا على شيء، أصيبوا بخيبة أمل على فقدان الجائزة المأمولة، وليس على حقيقة أن لديهم ما لا يقل عن المال الذي كان معهم عندما بدأوا اللعبة. هذه العملية، وتوقع مثل هذه المشاعر، يشار إليها بالمقارنة المغايرة للواقع.
وأخيراً، يميل صانعو القرار إلى وزن النتائج المحتملة بشكل مختلف استناداً إلى مقدار التأخير بين الاختيار والنتيجة. وتميل القرارات التي تتخذ بتأخير زمني - الاختيار بين الفترات الزمنية - إلى أن تنطوي على أوزان مختلفة على النتائج تبعاً لتأخيرها، بما في ذلك الخصم القطعي والتنبؤ العاطفي. يتم توصيل هذه الآثار بالعواطف المتوقعة كقرار يجري التفكير فيه. 

### المشاعر الفورية
العواطف الحقيقة التي تُعاش أثناء اتخاذ القرار تسمى مشاعر فورية، يتم فيها دمج الإدراك مع العناصر الإضطراب الجسدية أو البدنية المُعاشة في داخل الجهاز العصبي اللاإرادي والتعبيرات العاطفية الخارجية. وقد تكون هذه أو لا تكون مرتبطة بالقرار الذي في متناول اليد، في حين أن التفكير في نتائج القرار قد يؤدي إلى مشاعر فورية، والمعروفة باسم التأثيرات الاستباقية أو التكاملية، يمكن للمشاعر الفورية أيضاً أن تكون ذات ارتباط بالبيئة الحالية أوتأثيرات التصرف على الشخص. على الرغم من أن هذا النوع من العاطفة لا علاقة له بالقرار الذي لازال قيد النظر، إلا أنه لا يزال يمكن أن يؤثر على عملية صنع القرار كتأثير عرضي.
تميل العواطف الفورية إلى العمل بشكل مختلف عن المشاعر المتوقعة.أولاً، عندما تكون مكثفة فإنها تميل إلى إلغاء احتمالية النتيجة المتوقعة، على سبيل المثال، الخوف من تجربة الطيران عند التفكير بكيفية السفر قد تؤدي بصاحبها إلى اختيار القيادة على الرغم من أن إحصاءات السلامة الجوية تٌُظهر أن السفر جواً إحصائياً أقل احتمالاً لوقوع الخطر.يمكن للعواطف الشديدة أن تؤثر تأثيراً أكبر على القرار من الاحتمالات التي لازالت قيد النظر. يمكن أن تكون العواطف الفورية حساسة جداً إلى مدى فعالية النتيجة المحتملة لمتخذ القرار. مرة أخرى، يمكن تعزيز الخوف من الطيران بإحياء صورة ذهنية لتحطم الطائرة التي يتصورها ذهن متخذ القرار. وأخيراً، متى تقريباً ستحدث النتائج قد يؤثر على المشاعر الفورية ذات الصلة: وكلما كانت النتيجة المحتملة وشيكة، كلما كانت العاطفة المرتبطة بهذا الحدث أكثر كثافة. عموماً، هذه المشاعر هي مشاعر حقيقية وعاطفية، على عكس تلك المتوقعة في حين التفكير في النتائج المحتملة، وعلى هذا النحو يمكن أن تؤثر بقوة جداً في اتخاذ القرار.

## فرضية داميسو للعلامة الجسدية
تقترح فرضية العلامة الجسدية (SMH)، التي وضعها أنطونيو داماسيو،  آلية يتم من خلالها إمكانية توجيه العمليات (أو تحيز) السلوك، ولا سيما اتخاذ القرار.

العواطف، كما عرَفها داماسيو، هي تغييرات في كل من الجسم والدماغ تنص على الاستجابة لمختلف المحفزات.
نحدث التغيرات الفسيولوجية (على سبيل المثال، لهجة العضلات، ومعدل ضربات القلب، وإطلاق الغدد الصماء، والموقف، وتعبير الوجه، وما إلى ذلك) في الجسم ويتم نقلها إلى الدماغ حيث تتحول إلى مشاعر تخبر الفرد شيئاً عن المحفز الذي يواجهه.
مع مرور الوقت، تصبح العواطف والتغييرات الجسدية المقابلة لها مرتبطة بحالات معينة وبنتائجها السابقة.
عند اتخاذ القرارات، فإن آثار هذه الإشارات الفسيولوجية (أو «العلامات الجسدية») وعاطفتها ترتبط بوعي أو دون وعي مع نتائجها السابقة وتحيز في اتخاذ القرارات نحو سلوكيات معينة مع تجنب الآخرين. على سبيل المثال، قد يشعر الشخص عندما ينظر إلى علامة جسدية مرتبطة بنتيجة إيجابية، بالسعادة والدافع لمتابعة هذا السلوك. وقد يشعر الشخص عندما ينظر إلى علامة جسدية مرتبطة بالنتيجة السلبية، بالحزن وقد تكون العاطفة بمثابة إنذار داخلي لتحذير الفرد لتجنب الخوض في هذا العمل. تنص هذه الحالة الجسدية المحددة على أساس وتُعزز من قبل التجارب السابقة التي تساعد على توجيه السلوك لصالح خيارات أكثر فائدة وبالتالي تكيفها.
وفقاً ل SMH، هناك مسارين متميزيين لإعادة تنشيط استجابات العلامة الجسدية.في المسار الأول، يمكن إثارة العاطفة من خلال تغييرات في الجسم متوقعة إلى الدماغ -تسمى «حلقة الجسم». على سبيل المثال، مواجهة أشياء مخيفة مثل الثعبان قد تبدأ بالقتال أو الطيران كاستجابة وكما أنها تسبب الخوف. في المسار الثاني، يمكن تنشيط التمثيلات المعرفية للعواطف في الدماغ دون أن تستمد مباشرة من قبل الاستجابة الفسيولوجية وتسمى «كما لو كان حلقة الجسم». على سبيل المثال، تخيل مواجهة ثعبان من شأنه أن يبدي استجابة مماثلة للطيران أو القتال «كما لو» كنت في هذا الوضع بالذات (وإن كان ربما ذلك أضعف بكثير). وبعبارة أخرى، يمكن للدماغ تخيل التغيرات الجسدية المتوقعة، والتي تسمح للفرد للاستجابة بشكل أسرع إلى المحفزات الخارجية دون انتظار حدث لتحدث فعلاً.

وفقا لدن، «تقترح فرضية العلامة الجسدية أن علامات» العلامة الجسدية «علامة التحيز من الجسم هي تعرض وتنظم في الدوائر العاطفية من الدماغ، ولا سيما قشرة الفص الجبهي (VMPFC)، للمساعدة في تنظيم عملية اتخاذ القرار في حالات التعقيد وعدم اليقين». لذلك، في حالات التعقيد وعدم اليقين، تسمح إشارات العلامة للدماغ بالتعرف على الوضع والاستجابة بسرعة.

## إطار بيستر وبوهم
وقد وضع بيستر وبوهم (2008) تصنيفاً لكيفية عمل المشاعر في مفهوم اتخاذ القرار التي تصور الدور الأساسي للعواطف بدلاً من التأثير ببساطة على عملية اتخاذ القرار.
الأدوار الأربعة التي تلعبها العواطف في هذا الإطار هي:
- توفير المعلومات: ويشمل ذلك المشاعر الإيجابية والسلبية التي تنشأ مباشرة عن الخيارات التي ينظر فيها متخذ القرار، الذي يمكنه بعد ذلك تقييم الخيارات مع هذه «المعلومات». على الأرجح هذا الدور يكون على وجه الخصوص عندما يمكن تخفيض الشعور بالعاطفة. أي بسهولة يمكن خفضها إلى مقارنة بسيطة (على سبيل المثال، الجذب والتنافر)، وإيجابية أو سلبية بشكل لا لبس فيه. تشكل المتعة والاستياء الخيال لهذه العواطف.
- تحسين السرعة: وهو مهم في حين اتخاذ قرار جيد، ومهم أيضاً اتخاذ قرار سريع. لذلك، يمكن للعواطف والظروف الجسدية المرتبطة بها أن توفر آليات لتشجيع متخذ القرار على اتخاذ قرار سريع، خاصة عندما يكون خيار واحد أو أكثر يحتمل أن يكون خطراً. يمكن أن يحفز الجوع والغضب والخوف على اتخاذ قرار سريع.
- تقييم الملاءمة: تساعد العواطف متخذ القرار على تقرير ما إذا كان عنصر معين من القرار ذا صلة بحالاته الخاصة. كل من تاريخ الشخص وحالته العقلية تؤدي إلى مجموعة مختلفة من المعلومات ذات الصلة. إن هاتين العاطفتين الأكثر دراستهما حتى الآن هما الأسف والإحباط.
- تعزيز الالتزام: في بعض النواحي، اتخاذ القرار الأفضل للذات يمكن تفسيره بأنه «الأفضل» بشكل عام. ومع ذلك، فإن العمل من أجل مصالح الآخرين هو أمر مهم أيضاً في الحضارة الإنسانية، والمشاعر الأخلاقية، أو العواطف، تساعد متخذي القرار على الالتزام بمثل هذا القرار بدلاً من أن يتراجع نحو المصلحة الذاتية البحتة. تساعد العواطف مثل الذنب والحب متخذ القرار على صنع مثل هذه الالتزامات. ويمكن لهذا الإطار أن يساعد في استكشاف مفاهيم مثل التناقض، والاتجاهات نحو أنماط معينة من العمل، والحفاظ على الخيارات الصعبة مع مرور الوقت.

## التذكر المعتمد على الحالة
عامل مهم آخر هو تذكر الأحداث عند اتخاذ القرار.  يعمل مزاج الشخص بمثابة «جديلة استرجاع» حيث تخلق المشاعر السعيدة مواد إيجابية تتبادر إلى الذهن والتي بدورها يكون لها تأثير كبير على القرارات التي يتم اتخاذها. وينطبق الشيء نفسه على المشاعر السلبية. صاغ بور مصطلح «التذكر المعتمد على الحالة» لهذه الظاهرة. وقال بوين وآخرون أنه لا يمكن استخراج الشعور والمشاعرمن العقل البشري. سيتم تسجيل العواطف التي يشعر بها في حالة معينة في الذاكرة العاطفية ويمكن تفعيلها عندما يواجه الشخص وضعاً مماثلاً أو أن يكون عليخ اتخاذ قرار صعب في فترة قصيرة من الزمن. وكثيرا ما يكون صانع القرار غير مدرك للخبرات السابقة في الحالات المماثلة.